# Чижиково (Ямпольский район)
Чижиково (укр. Чижикове) — село,
Белицкий сельский совет,
Ямпольский район,
Сумская область,
Украина.
Код КОАТУУ — 5925680307. Население по переписи 2001 года составляло 6 человек .

## Географическое положение
Село Чижиково находится в 2-х км от правого берега реки Ивотка.
На расстоянии в 2 км расположено село Ивотка.
Село окружено большим лесным массивом урочище Кремлянская Дача (сосна, дуб).
Рядом проходит автомобильная дорога Т-1915.